# أبو قرن (جنس)
أبو قرن أو أبو قُرَيْن أو أبو نضوة أو الخُتُوّ أو الكَلُو أو البُوقِير (الاسم العلمي Buceros)، جنس طائر من الجواثم الملتصقات الأصابع. أنواعه قليلة جميعها بلقاء الثوب. طولها يرواح من 120 إلى 135 سم. منقارها كبير القد طوله من 28 إلى 36 سم. غليظ الهيئة مسلح بقرن غضروفي شكله شكل النضوة يمتد من الرأس إلى منتصف المنقار. موطنه البلاد الحارة. يألف الغابات الكثيفة. قوته الثمار على أشكالها وأنواعها. يدثن عشه في صدوع الأشجار. أنثاه تضع من 5 إلى 6 بيضات تحضنها ثلاثة أسابيع دون أن تتركها دقيقة واحدة لأن الذكر يحجر عليها بالطين والقش ولا يترك لها سوى مخرج منقار ليتمكن من زقها.

## الأنواع
| Image | الاسم العلمي       | الاسم الشائع     | التوزيع |
| ----- | ------------------ | ---------------- | --- |
|       | Buceros rhinoceros | بوقير وحيد القرن | بورنيو، سومطرة، جاوة، شبه جزيرة الملايو، سنغافورة، وجنوب تايلاند.                                                 |
|       | Buceros bicornis   | أبو قرن عملاق    | الهند، بوتان، نيبال، والبر الرئيسي في جنوب شرق آسيا، جزيرة سومطرة الاندونيسية والمنطقة الشمالية الشرقية من الهند. |
|       | Buceros hydrocorax | أبو نضوة أصهب    | الفلبين |
|       | Bucerotidae        | أبو قرن (طائر)   | أفريقيا وآسيا وميلانيزيا.                                                                                         |